# 玻璃鋸脂鯿
玻璃鋸脂鯿，又稱玻璃紅翅魚，為輻鰭魚綱脂鯉目脂鯉科的其中一個種。

## 分布
本魚分布於南美洲亞馬遜河流域。

## 特徵
本魚體流線型，體色是透明的灰藍色，雄魚的腹鰭和長基臀鰭，有長而白的前鰭條，在白色臀鰭鰭條後緣有一條黑線。雄魚尾鰭呈深紅色，而雌魚在尾鰭基部有淺紅色。體長約6公分。

## 生態
本魚棲息在平靜水域、在滿佈植物的沼澤中。喜群游，屬雜食性，捕食蠕蟲、小型甲殼動物與昆蟲。 

## 經濟利用
為觀賞性魚類，在軟水中易繁殖。